# Magyar Mérnök- és Építész-Egylet
A Magyar Mérnök- és Építész-Egylet 1867–1944 között működött a Magyar Királyságban tevékenykedő építészek és műszaki szakemberek érdekvédelmi, tudományos és kulturális szervezeteként. Utódjának tekinthető a Műszaki és Természettudományi Egyesületek Szövetsége, illetve a Magyar Építész Kamara és a Magyar Mérnöki Kamara.

## Története
A szervezet Magyar Mérnök Egyesület néven, 236 taggal alakult meg 1867. május 20-21-én, majd 1872-ben felvette a Magyar Mérnök- és Építész-Egylet nevet. Első elnöke és 19 évig vezetője Hollán Ernő volt, alelnöke Ybl Miklós, titkára Szily Kálmán, aki egyben az újonnan létrehozott hivatalos folyóirat, a Magyar Mérnök-Egyesület Közlönye (1872-től Magyar Mérnök- és Építész-Egylet Közlönye) főszerkesztője is lett. A közlönynek 1922 és 1943 között számos melléklete jelent meg. Az egylet kiadásában jelent meg 1882 és 1910 között a Magyar Mérnök- és Építész-Egylet Heti Értesítője szerkesztői Schwarczel Sándor és Ney Béla voltak, és 1941 és 1944 között Padányi Gulyás Jenő szerkesztésében az Építészet című folyóirat, mint Magyar Mérnök- és Építész-Egylet negyedévi szemléje.
Az Egylet szakosztályai: mű és középítés, út-, híd- és vasútépítés, vízépítés, bányászat, kohászat, gépészet és gyáripar.
A szervezet székháza Budapesten, a Reáltanoda u. 13-15. szám alatt működött, majd 1887. augusztus 1-től a MÁV Nyugdíjintézeti bérházába (Drechsler-palota) az Andrássy út 25. szám alá költözött. Itt helyezték el a műszaki könyvtárat, amely többek között Ybl Miklós és Weber Antal építészek hagyatékát foglalta magába. 
Az Egylet működése során számos szakmai díjat és elismerést alapított. 1881-ben megalapította az egyesületi nagy aranyérmet az építészeti nagypályázat díjazására, 1912-ben pedig a kispályázat díjazására az ezüstérmet, amelyek a magyar építészet legjelentősebb kitüntetései közé számítottak. Ugyanebben az évben megalapították az Ybl-érmet is, az évenkénti Ybl-pályázat díjazására, melynek témája belső és külső díszítések, építészeti jellegű iparművészeti tárgyak tervezése volt. A Magyar Mérnök- és Építész-Egylet alapító elnökének, Hollán Ernőnek emlékére az 1885–1886. évi rendes közgyűlésen évente jutalomdíjakat alapítottak a Közlönyben megjelent cikkek közül évenként a két relatíve legjobb cikk szerzőjének. A felsőőri Fábián János (1836–1902) mérnök, alelnök, emlékére 1902-ben alapított Fábián-jutalom díjat, a műegyetemen végző legkiválóbb okleveles mérnök részére. Czigler Győző építész, az egyesület volt elnöke emlékére 1907-ben a Czigler-érmet, az egylet szakosztályi ülésein tartott előadásért. Fittler Kamill építész az Iparművészeti iskola igazgatójának emlékére 1914-ben a Fittler-érmet, az építészi, vagy iparművészeti irodalom terén szerzett érdemekért . A Kéler Napóleon építész által 1920-ban végrendeletében tett alapítványból finanszírozták a Kéler Napóleon-díjat, „a műépítési szakosztályok számára valamely gyakorlati tárgyú építőművészi feladat alaprajzi és homlokzati megoldása; a középítési szakosztályok számára valamely technikai vonatkozású gyakorlati feladat akár rajzbeli, akár írásbeli kidolgozásért”. Wellisch Alfréd építész 1922-ben tett alapítványából, 3. és 4. éves műegyetemi hallgatók részére írtak ki tervpályázatokat.